# 麺屋台ロード ナルトヤ!
『麺屋台ロード ナルトヤ!』（めんやたいロード ナルトヤ!）は馬場民雄（協力:ラーメン総合研究所・武内伸/渡辺ヒロシ）による日本の漫画作品。
屋台のラーメンを始めとした屋台食をテーマにした作品で、秋田書店刊行『週刊少年チャンピオン』に2004年48号から2006年10号まで連載された。全61話。単行本は秋田書店の少年チャンピオン・コミックスより全7巻。

## あらすじ
小学生のトウヤは入院している母親と幼い妹がいつでも話せるように携帯電話を欲しがったがお金が無かった。ホームレスの青年ナルミは山中で朽ちかけた屋台を拾い、廃棄寸前だったインスタントラーメンを譲ってもらって、これで一儲けしようと近々お祭りが開催されるトウヤの住む町へとやって来た。ナルミの作るラーメンのあまりの不味さにトウヤは母から教わったクズ野菜などから出汁を取るやり方でラーメンを作った。このラーメンがそこそこ売れる。儲けは山分けのはずだったが、ナルミは全額を酒代に使ってしまう。ナルミはトウヤの母親が入院しているという事情を知ると反省し、改めてコンビを結成。ナルトヤが誕生する。
ナルミが譲り受けたインスタント麺が無くなろうとしているので、町で評判のラーメン屋から紹介してもらった渡辺製麺へ麺を卸してもらうよう頼むが、渡辺製麺の社長は自分の認めたスープを出す店にしか麺を卸さないという頑固職人。ナルトヤは屋台を牽いて渡辺製麺へと向かう。途中の牧場でロバのアルデンテが仲間に加わり、渡辺製麺の社長にもトウヤの作るスープが認められ、ナルトヤ特製麺を卸してもらえるようになった。ナルトヤのラーメンは次第に評判になってゆく。
大手のIT企業ゾディアックが企画した東海道五十三次屋台レースの優勝賞金1000万円に釣られて、ナルトヤもレースにエントリーする。旅の途中での様々な出会い、トラブル、仲良くなった者との料理勝負、そして料理勝負の敗者が失格となることでの別れを通して、トウヤは成長してゆく。
レースの途中、トウヤと同じ年齢の凄腕日本料理人鞍馬小太郎と出会い、このレースの裏で動いていた天星厨房との争いにナルトヤも巻き込まれて行く。
東海道五十三次屋台レースで優勝を果たしたナルトヤは、トウヤの住む町へと帰ってきた。そこにレースで出会った人たちから、レースでナルトヤを知った全国の人たちから来訪依頼の手紙が舞い込む。ナルトヤは、その人々の笑顔のために再び旅立って行くのだった。

## 主な登場人物
トウヤ / 小林斗也（こばやし とうや）
小学生。病気で入院している母に代わって、父、妹の食事を作っていることもあって、料理の腕とセンスは確かであり、味覚も鋭い。
基本となったナルトヤラーメンは鶏ガラベースの醤油ラーメン。
自分が提供したラーメンで客が笑顔になることが嬉しくてラーメン作りに邁進する。母やナルミの見立てでは、それこそ「おもちゃで遊ぶ子供」のように熱中しているとのこと。
ナルミ / 牧村成美（まきむら なるみ）
ホームレスの青年。廃棄されていた屋台を拾って、同じく廃棄寸前だったインスタントラーメンを譲ってもらって、ラーメン屋台で一儲けしようとやってきたところをトウヤと出会う。料理の腕は最後まで壊滅的に下手なままだった。売り上げを全て酒代にしてしまったり、だらしない点も多いが、責任感はある。
ナルトヤでは主に客引きと皿洗いを担当。客引きについては才があり、名古屋では言葉の通じない海外からの観光客を大勢ナルトヤに引き込んだ。また、客がいる限り調理を止めようとしないトウヤの体力を考慮して、「自分が眠いから」と無理やり営業を止めさせるといった気配りもしている。
グータ
神社に居ついている迷い犬。ナルトヤについて回る。垂れ耳、左目の周りにブチがある。
アルデンテ
ロバ。ナルトヤの屋台を牽くようになる。鈴鹿サーキットでの料理レースの際には、ゴールしても前進を止めない姿に多くのレーサーたちがあやかろうとナルトヤを訪れた。
風見野勇馬（かざみの ゆうま）
暴走族横浜暴走連盟総本隊「偉鋭華威（いえけい）」の総長。横浜ラーメン（家系ラーメン）の料理人でもある。初日の出暴走の際にナルトヤと出会い、ラーメンを通じて意気投合する。東海道五十三次屋台レースにも参加。終盤、天星厨房天秤座と対戦しトウヤの協力もあって勝利するも、続く天星厨房獅子座との対戦に負けて失格となる。
城戸光太郎（きど こうたろう）
IT企業「ゾディアック」社長。東海道五十三次屋台レースを企画、開催する。祖父は加賀美農林水産大臣。
ナルミとは小学校以来の悪友であり、スカートめくりを競い合った仲である。
土門将大（どもん まさひろ）
世界中を旅してきた巨体の料理人。食材を含め、すべてを現地調達するポリシーのため、東海道五十三次屋台レースには徒歩で参加し人間屋台と呼ばれる。終盤、天星厨房獅子座と対戦し、料理人としての自信を打ち砕かれるとともに失格となる。
鞍馬小太郎（くらま こたろう）
トウヤと同年齢にして天才的な和食料理人。料理の腕前は全般的に優れているが、特に鞍馬家代々に受け継がれている出汁の技量に秀でる。
父はかつて天星厨房の料理長であったが、政府高官に供する食事に毒を盛った罪で追放された。父は料理人として各地の調理場に立ち、その腕を振るうが、評判になって天星厨房の名前が表舞台に広まることを恐れて、調理場を転々とするうちに、病没した。小太郎は、父の汚名を雪ぎ、天星厨房と相対するために岩鉄と2人で屋台「よしつね」として東海道五十三次屋台レースに参加している。
岩鉄（がんてつ）
小太郎の料理の先生役と世話役を務める僧兵姿の大男。同じ境遇であるナルミに親近感を抱いている（実際にはナルミはトウヤの料理の先生というわけではないが）。
小太郎の父が天星厨房を追放された際に、共に天星厨房と袂を分かつ。
山王丸東海（さんのうまる とうかい）
著名なフードコーディネーター。東海道五十三次屋台レースには審査員などで関わっている。
高嶺ハルカ（たかね ハルカ）
ゾディアック社長秘書。東海道五十三次屋台レースにも主催者側の人間としてトウヤたちに接近してくる。
天星厨房からゾディアックに派遣されており、ゾディアックの株式が天星厨房の手に回るよう乗っ取りの手回しも行っていた。
南禅寺軍馬（なんぜんじ ぐんま）
現在の天星厨房の料理長。南禅寺家は天星厨房の中でも毒殺などの裏方を司る家柄であったが、料理長就任と天星厨房を表舞台に出すという野望のため、小太郎の父を謀って追放し、ゾディアックと協力してきた。東海道五十三次屋台レースで天星厨房の料理人が優勝すると同時にゾディアック株式大量取得による会社乗っ取りを計画していたが、ナルトヤや小太郎らの前に計画は頓挫する。
渡辺巌（わたなべ いわお）
渡辺製麺の社長。厳つい表情をしており初対面の人間は慄くことも多い（ナルミ、病院の入院患者など）。
自分で味の確認できたスープを出している店にしか麺を卸さず、味が劣化した場合には卸すのを止めるといったようなこだわりがある。
トウヤの要望に応え、乾麺を屋台で収納しやすく茹でやすい直方体状に成型したり、桜をイメージしたピンク色の麺、小麦アレルギー患者のための小麦不使用麺を提供するなど、ナルトヤを支える。
轟警部（とどろき けいぶ）
全国捜査をしている警部。ナルミとも面識がある。
終盤、8年前に起きた政府高官への毒料理提供事件（鞍馬小太郎の父が関与したとされる事件）の捜査を行っており、東海道五十三次屋台レースで警戒が緩まった天星厨房の捜査を行っていたことが明らかになる。

## 用語
天星厨房（てんせいちゅうぼう）
財界、政界を裏から操っているとも言われる日本料理人集団。政財界の要人が集うホテル料亭の料理人の全てが天星厨房の出身である。
その歴史は古く、皇室への料理提供や古戦場での料理提供による兵の士気向上など、日本の歴史への影響も大きいと言われている。
本部は京都にあり、現在は南禅寺軍馬が料理長として代表を務めている。黄道十二星座を頂く料理人がいる。
佛醐味（ぶっこみ）
風見野勇馬が作る横浜ラーメン（家系ラーメン）の名称。初日の出暴走の際に作られる最初の「一番麺」を口にするのは、横浜暴走連盟総本隊「偉鋭華威」功労者であり、名誉であるとされている。
東海道五十三次屋台レース終盤でトウヤがスープ素材に丁寧な下処理を施すことで、味のレベルが高まった。

### 東海道五十三次屋台レース
IT企業「ゾディアック」が企画、開催する。
食材は日本全国どこでも入手、配送することが可能になったが、それに伴う料理人は日本全国どこでもというわけにはいかない。真の食文化発展のため、店舗にとらわれない屋台形式が最適であるとの思想から企画された。優勝者には1000万円の賞金が出る他、優勝者の料理はゾディアックがバックアップとなって全国展開される。
- 東海道五十三次を日本橋からスタートし、各宿場のチェックポイントを通過して京都を目指す。
  - 途中の宿泊費や食材の購入費にはある程度はゾディアックから補助費が出るが、基本的には途中途中で各自が営業して自力で稼ぐ。
  - 通過状況、現在位置などは配布された端末から情報が収集され、ゾディアックによってネットワーク配信されている。端末の電源を落とすことで現在位置を知られないようにすることは可能。
  - 実際には、非公開で京都から東進している参加者（主に天星厨房関係者）もいる。
- 「宿場カード」が各宿場に1枚ずつ設定されており、京都にゴールした際に所持していた宿場カードの枚数が多い者が優勝者となる。
  - 宿場カードの入手条件は「条件を最も早くクリアした者（クリアしないと次の宿場へ進めない）」「先着（参加希望者）○名で対戦を行い、最も売り上げ数が多かった者」などそれぞれ異なる。
  - 終盤にはチェックポイント通過時に宿場カードの所持枚数が0の者は失格となるといったような条件もある。
  - 宿場カード取得後はゾディアックは関与しないため盗難などもあった。終盤には宿場カードを賭けての料理勝負が繰り広げられた。

優勝者は「ナルトヤ」。2位は「よしつね」、3位は「双子屋」（天星厨房の双子座）。

## 関連
- 『虹色ラーメン』 - 馬場が本作の前に連載していたラーメン漫画。主人公の名前が「有名な高校生のラーメン職人」としてナルミの口から出る（面識は無い）。